# حران

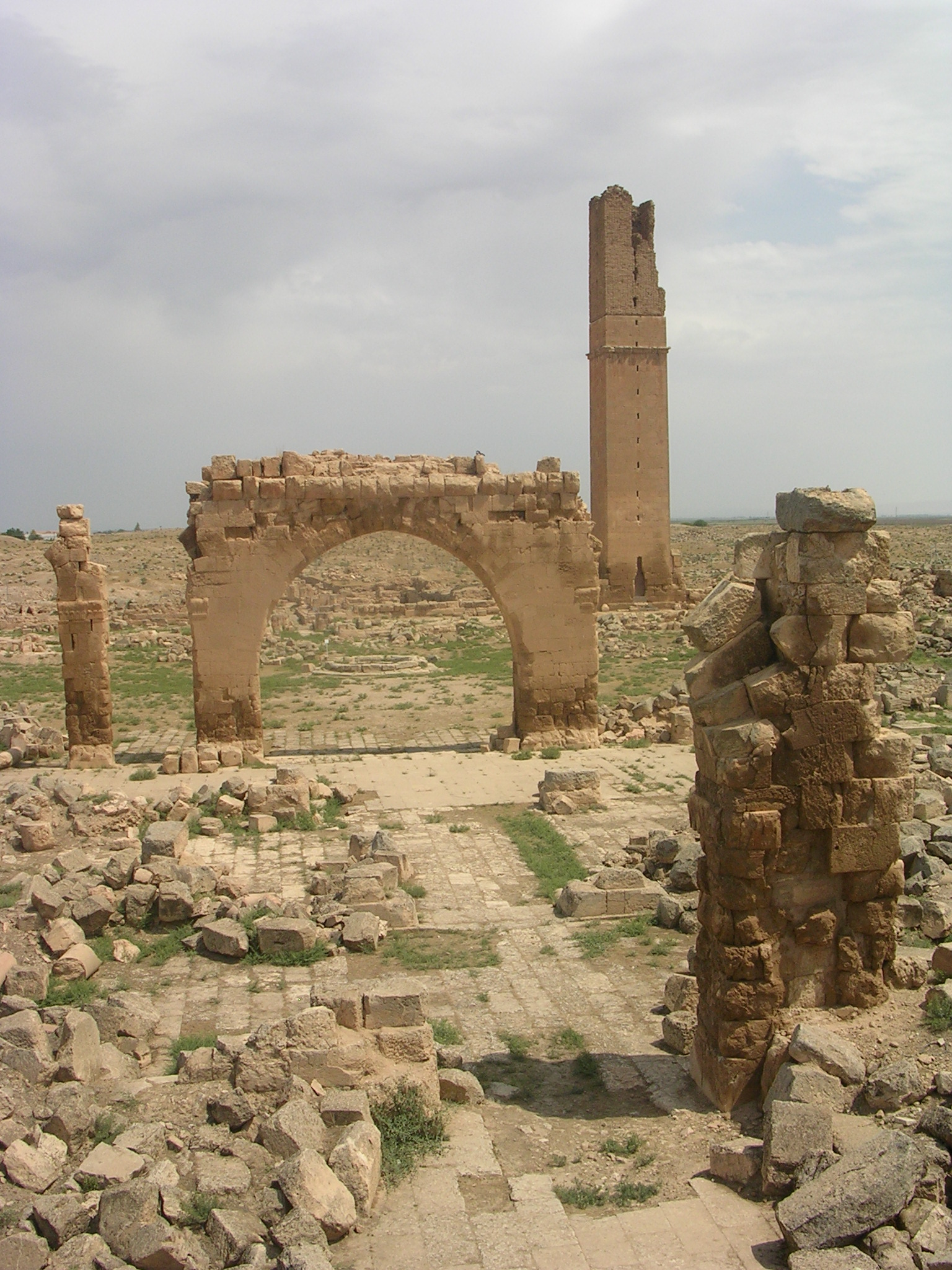
خرابه‌های دانشگاه حران

حران (کران) شهری بسیار کهن در میانرودان است که اکنون در استان شانلی‌اورفه ترکیه امروی قرار دارد.
حران در سال ۵۳ پ.م محل درگیری سهمگینی میان لشکریان شاهنشاهی اشکانی و جمهوری روم بوده که در این جنگ سورنا فرمانده سپاه ایران با ۱۰۰۰۰ نیرو موفق به شکست کراسوس فرمانده سپاه روم با ۴۵هزار نیرو می‌شود که این جنگ آغاز جنگ‌های ۷۰۰ ساله میان ایران و روم بوده است.
حران منزل ابراهیم پیغمبر بود و به ویژه به عنوان مرکز عمده صابئین و دینشان نامدار است. شهرت جاودانی این شهر به سبب فلاسفه و دانشمندانی است که در دوران اسلامی از آن برخاستند، که از نامدارترینشان ثابت بن قره و فرزندان و نوادگان او، بتانی است.
طبق افسانه ها حران نخستین شهری است که پس از طوفان نوح ساخته شده است. مقدسی گوید: «حران شهری است نیکو و دارای دژی از سنگ. چنان نیکوبنیان مانند بنای بیت‌المقدس و در آن مسجدی نیز هست.» حران نام یکی از عموهای ابراهیم نیز هست و احتمالاً نام این شهر هم از همین نام گرفته شده است. در سه فرسنگی شمال آن مکانی است به نام زادگاه ابراهیم یا الرها که گویند زایش ابراهیم پیغمبر در آن جا بوده است. این نام تا آغاز سده ۹م بر این شهر باقی بود و از آن پس رومیان آن را اِدِسا می‌خواندند. این نام هم حدود ۷۰۰ سال باقی ماند. پس از آن که در سده شانزدهم میلادی (سال ۱۵۱۷م) ترکان عثمانی در دوره سلطان سلیم عثمانی آن را از ممالیک حلب گرفتند، آن را «ارفا» نامیدند، که تحریف نام عربی «رها» است.
امروزه از حران تنها ویرانه‌هایی باقی مانده که کولیان و عشایر عرب‌زبان در فصل زمستان پیرامونش چادر می‌زنند و گوسفند می‌چرانند. همانان نیز در فصل تابستان به سبب خشکی زمین و گرمای هوا به طرف کناره‌های دریای مدیترانه در استان هاتای یا به سوریه می‌کوچند.

## سالشمار
- حدود ۲۳۷ تا ۲۳۸ اردشیر بابکان پادشاه ساسانی حملات جدیدتری علیه امپراتوری روم آغاز کرد و شهرهای نصیبین و حران را فتح نمود.[۶]